# Utica (Mississipi)
Utica és una població dels Estats Units a l'estat de Mississipi. Segons el cens del 2000 tenia 966 habitants.

## Demografia
Segons el cens del 2000, Utica tenia 966 habitants, 339 habitatges, i 241 famílies. La densitat de població era de 124,7 habitants per km².
Dels 339 habitatges en un 29,5% hi vivien nens de menys de 18 anys, en un 37,8% hi vivien parelles casades, en un 27,4% dones solteres, i en un 28,9% no eren unitats familiars. En el 26% dels habitatges hi vivien persones soles el 15% de les quals corresponia a persones de 65 anys o més que vivien soles. El nombre mitjà de persones vivint en cada habitatge era de 2,85 i el nombre mitjà de persones que vivien en cada família era de 3,43.
Per edats la població es repartia de la següent manera: un 28,8% tenia menys de 18 anys, un 11,7% entre 18 i 24, un 24,8% entre 25 i 44, un 18,3% de 45 a 60 i un 16,4% 65 anys o més.
L'edat mediana era de 32 anys. Per cada 100 dones de 18 o més anys hi havia 85,9 homes.
La renda mediana per habitatge era de 27.614 $ i la renda mediana per família de 30.083 $. Els homes tenien una renda mediana de 28.594 $ mentre que les dones 21.932 $. La renda per capita de la població era d'11.491 $. Entorn del 17,1% de les famílies i el 27,1% de la població estaven per davall del llindar de pobresa.

## Poblacions més properes
El següent diagrama mostra les poblacions més properes.